# Karl Gadegaard
 Der er for få eller ingen kildehenvisninger i denne artikel, hvilket er et problem. Du kan hjælpe ved at angive troværdige kilder til de påstande, som fremføres i artiklen.

Karl Gadegaard født 4. februar 1877, død 31 december 1949, var en dansk fodboldspiller og senere sognepræst i Staby Sogn.
Gadegaard var på Akademisk Boldklubs hold som vandt datidens vigtigste danske turnering Fodboldturneringen 1891-92, 1893-94, 1894-95 og 1895-96. Han var Fodboldturneringens topscorer 1891-92 og 1893-94.